# Fylgia (lastfartyg)

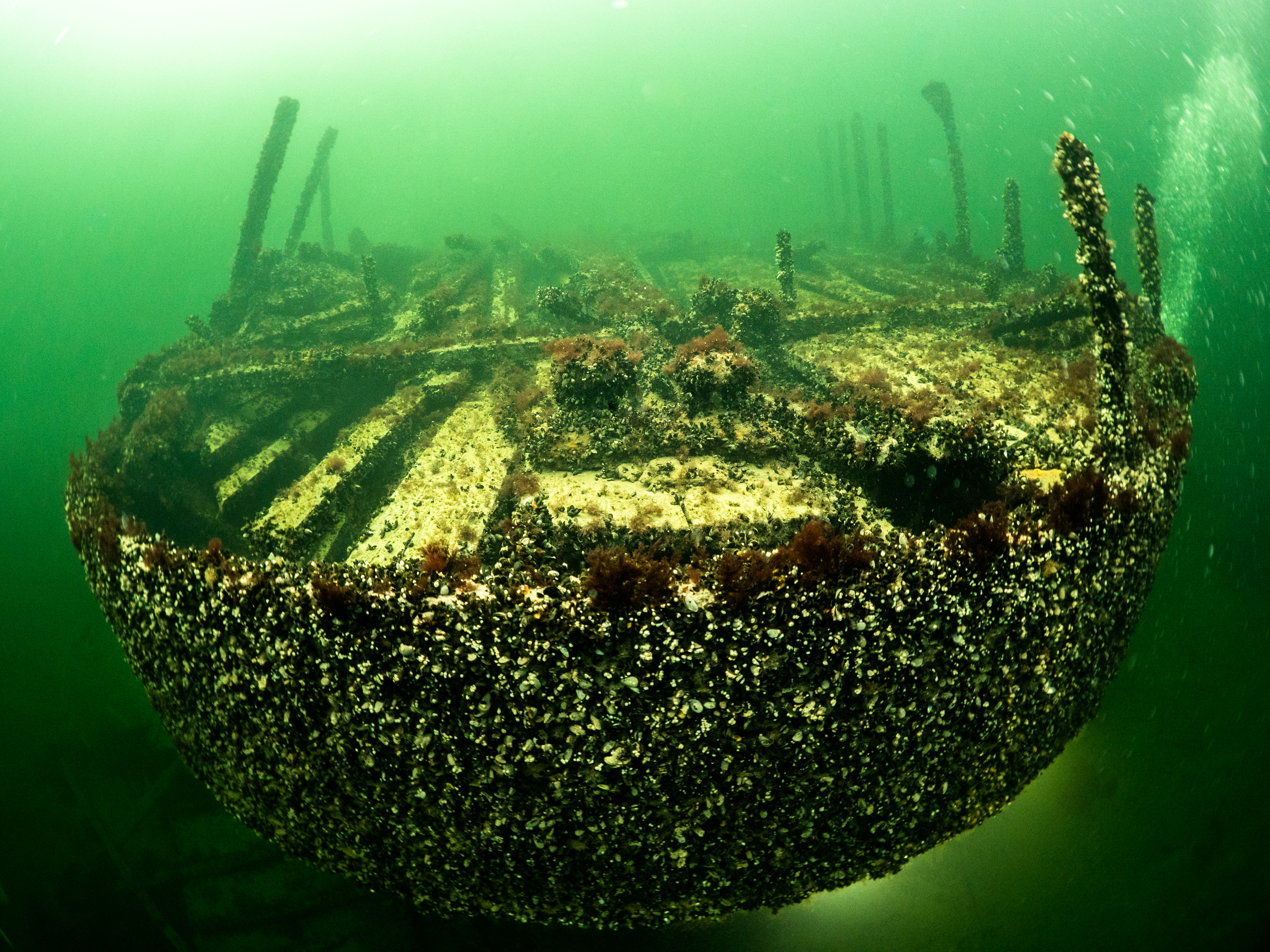
Vraket Fylgia utanför Huvudskär.

Fylgia var ett finländskt motordrivet lastfartyg. Fartyget byggdes 1922, och var i bruk fram tills att det förliste 19 december 1955 på en resa mellan Danmark och Finland. När det förliste var vraket lastat med krita, som fortfarande lyser vitt i lastrummet. Vraket återfinns nära Huvudskär i Haninge kommun i Stockholms län (58°57′49″N 18°33′43″Ö / 58.96351387907444°N 18.5618626520843°Ö).

## Fartyget
Fartyget var byggt i trä och var totalt 39 meter långt.

## Förlisning
Fartyget förliste nära Huvudskär, efter att ha hamnat i hård vind och snötjocka. På grund av snötjockan förlorade skeppets besättning orientering, en desorientering som förmodligen tilltog på grund av starka strömmar i närheten. Man trodde vid olyckan att man befann sig vid Almagrundet, vilket inte stämde. Grundet som fartyget stötte på var Borgsbrädan utanför Huvudskär. Grundstöten rev upp botten i skeppet, och vid ena slaget lossnade styrhytten. På bara några få minuter vattenfylldes maskinrummet. Man styrde in mot land så snabbt man kunde, för att vara så nära land som det bara gick innan fartygets motor stannade och fartyget sjönk. Fartyget sjönk slutligen det vid Bredskärssund, vid Långskärs västra sida. Huvudskärs vakthavande såg fartyget komma in mot land, och fartyget hade tänkt sina strålkastare och fyrade av raketer. Lotsar kom till hjälp, och övervägde först att bogsera in båten mot grunt vatten och land. Fartyget gav dock besked att fartyget skulle sjunka när som helst, och man beslöt att låta fartyget ligga kvar där bärgning skulle vara möjlig. Man räddade över besättning till livräddningskryssaren. När lotsarna föreslog att ringa bärgningsbolaget svarade besättningen att fartyget inte var värt att bärga, då dess hela botten hade rivits upp. Fylgia sjönk slutligen på mellan 8 och 12 meters djup.

## Vraket
Vraket är helt, är stående på botten och i relativt bra skick. Efter förlisningen stack dess master upp över vattenytan, men nu slutar masterna omkring sex meter under vattenytan. Masterna har fått vara kvar för att markera ut vraket som undervattenshinder. Eftersom det inte anses hindra sjöfarten har det lämnats utan åtgärd. Mellan 1955 och 1966 diskuterade man en eventuell sprängning och bärgning, men det kom aldrig att realiseras.